# Jay Jay French
Jay Jay French, pseudonimo di John French Segall (New York, 20 luglio 1952), è un chitarrista statunitense.
È uno dei membri fondatori, e uno dei due chitarristi, della band heavy metal Twisted Sister.

## Carriera
Nato a New York, French è il più giovane di due fratelli nati da Louis Segall ed Evaline French. Nel 1966, John entra a far parte del suo primo gruppo, The Bats. A giugno 1972 viene chiamato dai Wicked Lester, di cui facevano parte anche Paul Stanley e Gene Simmons, futuri Kiss, ma decide di non accettare; nel dicembre dello stesso anno decide di entrare in un gruppo chiamato Silverstars, nome che poi andrà a cambiare nel più famoso Twisted Sister, nel 1973. Agli inizi usa il soprannome John Heartbreaker, che poi cambierà definitivamente in Jay Jay French; il suo periodo nei Twisted Sister va dal 1975 al 1980, e dal 1988 ad oggi, facendo così di John l'unico membro originale del gruppo.
Nel 1988, dopo l'abbandono di Dee Snider, French e il resto del gruppo decidono di sciogliersi. John nel frattempo pubblica due album; il primo, metà "in studio" e metà live intitolato Big Hits and Nasty Cuts, ed un altro che contiene varie canzoni del gruppo solo live, dal nome Live at the Hammersmith Odeon. Dal 1996 al 2000, French diventa il manager della band nu metal Sevendust.
Nel novembre 2001, sotto richiesta del dj Eddie Trunk, i Twisted Sister si riuniscono, per un concerto di beneficenza per le vittime dell'attentato dell'11 settembre 2001. Dopo varie riunioni, nell'estate del 2003 il gruppo si riforma.
Jay Jay French risulta, ad oggi, uno dei chitarristi di maggior impatto nella scena metal e heavy metal, con quasi 40 dischi d'oro e di platino; è inoltre endorser per la Epiphone, la quale ha creato una chitarra signature apposta per lui. Tuttora, French continua a suonare nel gruppo dei Twisted Sister.

## Discografia

### Album in studio

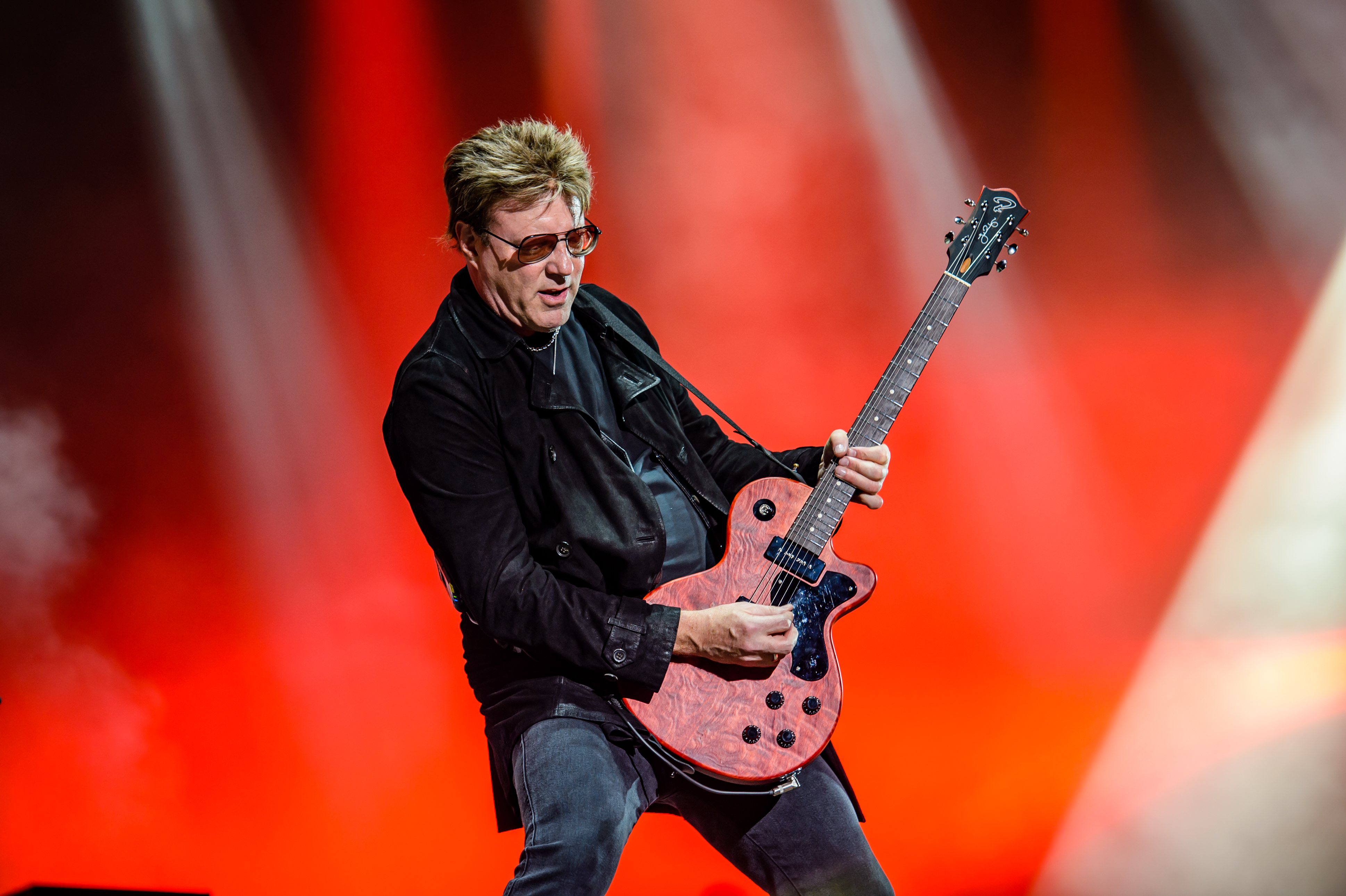
Jay Jay French al Wacken Open Air 2016

- 1982 - Under the Blade
- 1983 - You Can't Stop Rock'n'Roll
- 1984 - Stay Hungry
- 1985 - Come Out and Play
- 1987 - Love Is for Suckers
- 2004 - Still Hungry
- 2006 - A Twisted Christmas

### Live
- 1994 - Live at Hammersmith
- 1999 - Club Daze Volume 1: The Studio Sessions
- 2001 - Club Daze Volume II: Live in the Bars

### Raccolte
- 1992 - Big Hits and Nasty Cuts
- 1999 - We're Not Gonna Take It
- 2002 - The Essentials
- 2003 - We're Not Gonna Take It and Other Hits
- 2005 - The Best of Twisted Sister

### Partecipazioni
- 2001 - Twisted Forever: A Tribute to the Legendary
- 2007 - Monster Ballads Christmas

### EP
- 1982 - Ruff Cuts
- 1983 - I Am (I'm Me)
- 1983 - The Kids Are Back
- 1983 - You Can't Stop Rock'n'Roll
- 1984 - We're not Gonna Take It
- 1984 - I Wanna Rock
- 1985 - Leader of the Pack
- 1986 - You Want What We Got

### Singoli
- 1979 - I'll Never Grow Up, Now! / Under The Blade
- 1980 - Bad Boys (Of Rock N' Roll) / Lady's Boy
- 1983 - I Am (I'm Me) / Sin After Sin (Live)
- 1983 - The Kids Are Back / Shoot 'Em Down (Live)
- 1984 - You Can't Stop Rock'n'Roll / Let The Good Times Roll/Feel So Fine (Live)
- 1984 - We're not Gonna Take It / The Kids Are Back (Live)
- 1984 - We're not Gonna Take It / You Can't Stop Rock'n'Roll
- 1984 - I Wanna Rock / Burn In Hell (Live)
- 1984 - I Wanna Rock / The Kids Are Back
- 1985 - The Price / S.M.F.
- 1985 - Leader of the Pack / I Wanna Rock (Video Introduction)
- 1985 - King of the Fools (Edit) / Come Out and Play
- 1986 - Be Chrool to Your Scuel / Stay Hungry
- 1986 - You Want What We Got / Shoot 'Em Down
- 1986 - You Want What We Got / Stay Hungry
- 1987 - Hot Love / Tonight